# Sommer-Paralympics 2008/Schwimmen
Bei den Sommer-Paralympics 2008 in Peking wurden Medaillen in insgesamt 140 Wettbewerben im Schwimmen vergeben. Die Entscheidungen fielen zwischen dem 7. September und dem 15. September 2008 im Nationalen Schwimmzentrum, wo auch die olympischen Wettkämpfe stattfanden.

## Männer

### 50 Meter Freistil
| Klasse | Datum            | Goldmedaille             | Goldmedaille | Silbermedaille               | Silbermedaille | Bronzemedaille          | Bronzemedaille |
| Klasse | Datum            | Name, Land               | Zeit (min)   | Name, Land                   | Zeit (min)     | Name, Land              | Zeit (min)     |
| ------ | ---------------- | ------------------------ | ------------ | ---------------------------- | -------------- | ----------------------- | -------------- |
| S2     | 13.09.2008 19:00 | Georgios Kapellakis GRE  | 1:04,85      | Dmitri Kokarew RUS           | 1:05,15        | Jim Anderson GBR        | 1:06,09        |
| S3     | 13.09.2008 19:21 | Dmytro Vynohradets' UKR  | 0:42,60      | Du Jianping CHN              | 0:44,19        | Min Byeong-Eon KOR      | 0:45,75        |
| S4     | 15.09.2008 18:17 | David Smétanine FRA      | 0:37,89      | Richard Oribe ESP            | 0:38,69        | Jan Povysil CZE         | 0:39,35        |
| S5     | 15.09.2008 18:43 | Dmytro Kryzhanovskyy UKR | 0:33,00      | Daniel Dias BRA              | 0:33,56        | Sebastián Rodríguez ESP | 0:33,78        |
| S6     | 15.09.2008 19:09 | Qing Xu CHN              | 0:29,78      | Tang Yuan CHN                | 0:30,07        | Anders Olsson SWE       | 0:31,07        |
| S7     | 14.09.2008 19:07 | David Roberts GBR        | 0:27,95      | Matt Walker GBR              | 0:28,60        | Lantz Lamback USA       | 0:28,81        |
| S8     | 14.09.2008 19:33 | Wang Xiaofu CHN          | 0:26,45      | Peter Leek AUS               | 0:26,89        | Konstantin Lisenkov RUS | 0:27,18        |
| S9     | 14.09.2008 19:59 | Matthew Cowdrey AUS      | 0:25,34      | Guo Zhi CHN                  | 0:25,51        | Xiong Xiaoming CHN      | 0:25,60        |
| S10    | 14.09.2008 20:25 | Andre Brasil BRA         | 0:23,61      | Phelipe Rodrigues BRA        | 0:24,64        | Benoit Huot CAN         | 0:24,65        |
| S11    | 14.09.2008 17:00 | Enhamed Enhamed ESP      | 0:25,82      | Junichi Kawai JPN            | 0:27,16        | Alexander Chekurov RUS  | 0:27,26        |
| S12    | 14.09.2008 17:10 | Maksym Weraksa UKR       | 0:23,43      | Alexander Nevolin-Svetov RUS | 0:24,73        | Sergii Klippert UKR     | 0:24,98        |
| S13    | 15.09.2008 19:35 | Oleksij Fedyna UKR       | 0:23,75      | Charalampos Taiganidis GRE   | 0:24,19        | Andrei Strokin RUS      | 0:24,55        |

### 100 Meter Freistil
| Klasse | Datum            | Goldmedaille               | Goldmedaille | Silbermedaille           | Silbermedaille | Bronzemedaille               | Bronzemedaille |
| Klasse | Datum            | Name, Land                 | Zeit (min)   | Name, Land               | Zeit (min)     | Name, Land                   | Zeit (min)     |
| ------ | ---------------- | -------------------------- | ------------ | ------------------------ | -------------- | ---------------------------- | -------------- |
| S2     | 09.09.2008 17:00 | Dmitri Kokarew RUS         | 2:18,04      | Georgios Kapellakis GRE  | 2:23,63        | Jim Anderson GBR             | 2:24,32        |
| S3     | 07.09.2008 17:20 | Du Jianping CHN            | 1:35,21      | Dmytro Vynohradets' UKR  | 1:35,65        | Li Hanhua CHN                | 1:44,22        |
| S4     | 07.09.2008 17:42 | David Smétanine FRA        | 1:24,67      | Richard Oribe ESP        | 1:26,62        | Jan Povysil CZE              | 1:26,75        |
| S5     | 07.09.2008 18:11 | Daniel Dias BRA            | 1:11,05      | Dmytro Kryzhanovskyy UKR | 1:12,73        | Roy Perkins USA              | 1:15,31        |
| S6     | 08.09.2008 17:10 | Anders Olsson SWE          | 1:05,95      | Tang Yuan CHN            | 1:06,42        | Yang Yuanrun CHN             | 1:08,63        |
| S7     | 08.09.2008 18:10 | David Roberts GBR          | 1:00,35      | Lantz Lamback USA        | 1:02,40        | Matt Walker GBR              | 1:04,17        |
| S8     | 08.09.2008 19:56 | Wang Xiaofu CHN            | 0:58,84      | Konstantin Lisenkov RUS  | 0:59,01        | Peter Leek AUS               | 0:59,14        |
| S9     | 08.09.2008 20:22 | Matthew Cowdrey AUS        | 0:55,30      | Guo Zhi CHN              | 0:56,13        | Tamas Sors HUN               | 0:56,80        |
| S10    | 09.09.2008 17:18 | Andre Brasil BRA           | 0:51,38      | Phelipe Rodrigues BRA    | 0:54,22        | Benoit Huot CAN              | 0:54,26        |
| S11    | 12.09.2008 17:20 | Enhamed Enhamed ESP        | 0:57,64      | Yang Bozun CHN           | 0:59,25        | Grzegorz Polkowski POL       | 1:00,49        |
| S12    | 12.09.2008 17:48 | Maksym Weraksa UKR         | 0:51,93      | Sergii Klippert UKR      | 0:53,81        | Alexander Nevolin-Svetov RUS | 0:54,58        |
| S13    | 10.09.2008 17:11 | Charalampos Taiganidis GRE | 0:53,37      | Oleksij Fedyna UKR       | 0:54,11        | Danylo Tschufarow UKR        | 0:54,26        |

### 200 Meter Freistil
| Klasse | Datum            | Goldmedaille            | Goldmedaille | Silbermedaille          | Silbermedaille | Bronzemedaille          | Bronzemedaille |
| Klasse | Datum            | Name, Land              | Zeit (min)   | Name, Land              | Zeit (min)     | Name, Land              | Zeit (min)     |
| ------ | ---------------- | ----------------------- | ------------ | ----------------------- | -------------- | ----------------------- | -------------- |
| S2     | 07.09.2008 17:00 | Dmitri Kokarew RUS      | 4:45,43      | Jim Anderson GBR        | 5:00,03        | Georgios Kapellakis GRE | 5:05,91        |
| S3     | 09.09.2008 18:32 | Dmytro Vynohradets' UKR | 3:22,98      | Li Hanhua CHN           | 3:23,40        | Du Jianping CHN         | 3:27,82        |
| S4     | 09.09.2008 18:40 | Richard Oribe ESP       | 2:55,81      | David Smétanine FRA     | 3:04,47        | Jan Povysil CZE         | 3:06,74        |
| S5     | 09.09.2008 19:04 | Daniel Dias BRA         | 2:32,32      | Sebastián Rodríguez ESP | 2:38,88        | Anthony Stephens GBR    | 2:44,67        |

### 400 Meter Freistil
| Klasse | Datum            | Goldmedaille        | Goldmedaille | Silbermedaille        | Silbermedaille | Bronzemedaille             | Bronzemedaille |
| Klasse | Datum            | Name, Land          | Zeit (min)   | Name, Land            | Zeit (min)     | Name, Land                 | Zeit (min)     |
| ------ | ---------------- | ------------------- | ------------ | --------------------- | -------------- | -------------------------- | -------------- |
| S6     | 14.09.2008 18:07 | Anders Olsson SWE   | 4:48,31      | Darragh McDonald IRL  | 5:09,75        | Matt Whorwood GBR          | 5:20,45        |
| S7     | 11.09.2008 17:00 | David Roberts GBR   | 4:52,35      | Lantz Lamback USA     | 4:56,46        | Jay Dohnt AUS              | 4:59,47        |
| S8     | 12.09.2008 17:00 | Sam Hynd GBR        | 4:26,25      | Peter Leek AUS        | 4:31,16        | Wang Jiachao CHN           | 4:39,48        |
| S9     | 12.09.2008 20:08 | Jesús Collado ESP   | 4:17,02      | Matthew Cowdrey AUS   | 4:17,28        | Tamas Sors HUN             | 4:20,26        |
| S10    | 15.09.2008 17:38 | Andre Brasil BRA    | 4:05,84      | Robert Welbourn GBR   | 4:07,61        | Benoit Huot CAN            | 4:12,14        |
| S11    | 11.09.2008 18:49 | Enhamed Enhamed ESP | 4:38,32      | Yang Bozun CHN        | 4:43,29        | Donovan Tildesley CAN      | 4:49,45        |
| S12    | 11.09.2008 18:59 | Sergei Punko BLR    | 4:08,64      | Enrique Floriano ESP  | 4:15,89        | Sergii Klippert UKR        | 4:19,46        |
| S13    | 08.09.2008 17:36 | Charl Bouwer RSA    | 4:14,02      | Danylo Tschufarow UKR | 4:14,84        | Charalampos Taiganidis GRE | 4:23,59        |

### 50 Meter Brust
| Klasse | Datum            | Goldmedaille        | Goldmedaille | Silbermedaille  | Silbermedaille | Bronzemedaille   | Bronzemedaille |
| Klasse | Datum            | Name, Land          | Zeit (min)   | Name, Land      | Zeit (min)     | Name, Land       | Zeit (min)     |
| ------ | ---------------- | ------------------- | ------------ | --------------- | -------------- | ---------------- | -------------- |
| SB3    | 11.09.2008 17:19 | Takayuki Suzuki JPN | 0:49,06      | Vicente Gil ESP | 0:49,91        | Miguel Luque ESP | 0:52,83        |

### 100 Meter Brust
| Klasse | Datum            | Goldmedaille             | Goldmedaille | Silbermedaille     | Silbermedaille | Bronzemedaille         | Bronzemedaille |
| Klasse | Datum            | Name, Land               | Zeit (min)   | Name, Land         | Zeit (min)     | Name, Land             | Zeit (min)     |
| ------ | ---------------- | ------------------------ | ------------ | ------------------ | -------------- | ---------------------- | -------------- |
| SB4    | 12.09.2008 18:14 | Ricardo Ten ESP          | 1:36,61      | Daniel Dias BRA    | 1:40,39        | Moisés Fuentes COL     | 1:42,04        |
| SB5    | 12.09.2008 18:42 | Pedro Rangel MEX         | 1:34,69      | Thomas Grimm GER   | 1:35,41        | Tadhg Slattery RSA     | 1:36,11        |
| SB6    | 12.09.2008 19:10 | Alexei Fomenkow RUS      | 1:27,22      | Gareth Duke GBR    | 1:28,20        | Matt Whorwood GBR      | 1:29,96        |
| SB7    | 09.09.2008 19:37 | Sascha Kindred GBR       | 1:22,18      | Blake Cochrane AUS | 1:23,36        | Rudy Garcia-Tolson USA | 1:24,01        |
| SB8    | 09.09.2008 20:05 | Andriy Kalyna UKR        | 1:07,01      | Wang Xiaofu CHN    | 1:12,39        | Alejandro Sánchez ESP  | 1:13,44        |
| SB9    | 10.09.2008 17:00 | Kevin Paul RSA           | 1:08,58      | Lin Furong CHN     | 1:09,58        | Denis Dorogaev RUS     | 1:10,16        |
| SB11   | 08.09.2008 19:07 | Oleksandr Mashchenko UKR | 1:12,36      | Yang Bozun CHN     | 1:12,86        | Viktor Smyrnov UKR     | 1:14,70        |
| SB12   | 08.09.2008 19:29 | Maksym Weraksa UKR       | 1:07,46      | Sergei Punko BLR   | 1:09,71        | Sergii Klippert UKR    | 1:09,83        |
| SB13   | 13.09.2008 18:55 | Oleksij Fedyna UKR       | 1:04,63      | Daniel Sharp NZL   | 1:08,73        | Uladsimir Isotau BLR   | 1:08,90        |

### 50 Meter Rücken
| Klasse | Datum            | Goldmedaille          | Goldmedaille | Silbermedaille       | Silbermedaille | Bronzemedaille          | Bronzemedaille |
| Klasse | Datum            | Name, Land            | Zeit (min)   | Name, Land           | Zeit (min)     | Name, Land              | Zeit (min)     |
| ------ | ---------------- | --------------------- | ------------ | -------------------- | -------------- | ----------------------- | -------------- |
| S1     | 15.09.2008 17:00 | Christos Tampaxis GRE | 1:23,15      | Andreas Katsaros GRE | 1:44,53        | João Martins POR        | 1:47,76        |
| S2     | 15.09.2008 17:06 | Dmitri Kokarew RUS    | 1:03,17      | Jim Anderson GBR     | 1:04,33        | Georgios Kapellakis GRE | 1:07,31        |
| S3     | 15.09.2008 17:17 | Du Jianping CHN       | 0:44,31      | Min Byeong-Eon KOR   | 0:44,80        | Dmytro Vynohradets' UKR | 0:53,37        |
| S4     | 08.09.2008 18:36 | Juan Reyes MEX        | 0:42,77      | David Smétanine FRA  | 0:48,66        | Zeng Huabin CHN         | 0:49,02        |
| S5     | 08.09.2008 18:41 | Daniel Dias BRA       | 0:35,28      | He Junquan CHN       | 0:35,43        | Zsolt Vereczkei HUN     | 0:38,78        |

### 100 Meter Rücken
| Klasse | Datum            | Goldmedaille                 | Goldmedaille | Silbermedaille       | Silbermedaille | Bronzemedaille        | Bronzemedaille |
| Klasse | Datum            | Name, Land                   | Zeit (min)   | Name, Land           | Zeit (min)     | Name, Land            | Zeit (min)     |
| ------ | ---------------- | ---------------------------- | ------------ | -------------------- | -------------- | --------------------- | -------------- |
| S6     | 09.09.2008 17:07 | Igor Plotnikov RUS           | 1:14,45      | Yang Yuanrun CHN     | 1:16,35        | Tang Yuan CHN         | 1:17,05        |
| S7     | 10.09.2008 17:37 | Lantz Lamback USA            | 1:12,09      | Jon Fox GBR          | 1:14,34        | Guillermo Marro ARG   | 1:15,17        |
| S8     | 10.09.2008 18:05 | Konstantin Lisenkov RUS      | 1:06,33      | Peter Leek AUS       | 1:07,28        | Sean Fraser GBR       | 1:11,28        |
| S9     | 13.09.2008 18:03 | Matthew Cowdrey AUS          | 1:03,34      | Guo Zhi CHN          | 1:03,59        | Jarrett Perry USA     | 1:03,66        |
| S10    | 13.09.2008 18:29 | Justin Zook USA              | 1:01,29      | Michael Anderson AUS | 1:01,47        | Kardo Ploomipuu EST   | 1:03,37        |
| S11    | 13.09.2008 17:00 | Yang Bozun CHN               | 1:07,74      | Damian Pietrasik POL | 1:08,81        | Viktor Smyrnov UKR    | 1:09,41        |
| S12    | 13.09.2008 17:06 | Alexander Nevolin-Svetov RUS | 0:59,37      | Sergii Klippert UKR  | 1:00,31        | Maksym Weraksa UKR    | 1:02,08        |
| S13    | 14.09.2008 18:41 | Charalampos Taiganidis GRE   | 0:59,85      | Oleksij Fedyna UKR   | 1:02,93        | Dmytro Aleksyeyev UKR | 1:03,40        |

### 50 Meter Schmetterling
| Klasse | Datum            | Goldmedaille    | Goldmedaille | Silbermedaille    | Silbermedaille | Bronzemedaille     | Bronzemedaille |
| Klasse | Datum            | Name, Land      | Zeit (min)   | Name, Land        | Zeit (min)     | Name, Land         | Zeit (min)     |
| ------ | ---------------- | --------------- | ------------ | ----------------- | -------------- | ------------------ | -------------- |
| S5     | 10.09.2008 19:02 | Roy Perkins USA | 0:35,95      | Daniel Dias BRA   | 0:36,25        | He Junquan CHN     | 0:37,07        |
| S6     | 13.09.2008 17:11 | Qing Xu CHN     | 0:30,79      | Kyosuke Oyama JPN | 0:31,01        | Sascha Kindred GBR | 0:32,49        |
| S7     | 13.09.2008 17:37 | Tian Rong CHN   | 0:30,37      | Matt Walker GBR   | 0:32,24        | Pei Mang CHN       | 0:32,47        |

### 100 Meter Schmetterling
| Klasse | Datum            | Goldmedaille        | Goldmedaille | Silbermedaille             | Silbermedaille | Bronzemedaille          | Bronzemedaille |
| Klasse | Datum            | Name, Land          | Zeit (min)   | Name, Land                 | Zeit (min)     | Name, Land              | Zeit (min)     |
| ------ | ---------------- | ------------------- | ------------ | -------------------------- | -------------- | ----------------------- | -------------- |
| S8     | 07.09.2008 19:41 | Peter Leek AUS      | 1:00,95      | Wei Yanpeng CHN            | 1:01,49        | Wang Xiaofu CHN         | 1:01,68        |
| S9     | 07.09.2008 20:09 | Tamas Sors HUN      | 0:59,34      | Matthew Cowdrey AUS        | 0:59,46        | Guo Zhi CHN             | 1:00,11        |
| S10    | 08.09.2008 17:00 | Andre Brasil BRA    | 0:56,47      | David Julian Levecq ESP    | 0:58,53        | Mike van der Zanden NED | 0:59,39        |
| S11    | 09.09.2008 17:44 | Enhamed Enhamed ESP | 1:01,12      | Oleksandr Mashchenko UKR   | 1:04,08        | Junichi Kawai JPN       | 1:05,79        |
| S11    | 09.09.2008 17:44 | Enhamed Enhamed ESP | 1:01,12      | Oleksandr Mashchenko UKR   | 1:04,08        | Viktor Smyrnov UKR      | 1:05,79        |
| S12    | 09.09.2008 18:05 | Raman Makarau BLR   | 0:56,90      | Sergei Punko BLR           | 0:59,72        | Anton Stabrovskyy UKR   | 1:00,50        |
| S13    | 07.09.2008 17:08 | Dzmitry Salei BLR   | 0:58,89      | Charalampos Taiganidis GRE | 0:59,24        | Andrei Strokin RUS      | 1:00,83        |

### 150 Meter Lagen
| Klasse | Datum            | Goldmedaille       | Goldmedaille | Silbermedaille            | Silbermedaille | Bronzemedaille      | Bronzemedaille |
| Klasse | Datum            | Name, Land         | Zeit (min)   | Name, Land                | Zeit (min)     | Name, Land          | Zeit (min)     |
| ------ | ---------------- | ------------------ | ------------ | ------------------------- | -------------- | ------------------- | -------------- |
| SM4    | 14.09.2008 17:36 | Cameron Leslie NZL | 2:33,57      | Vicente Javier Torres ESP | 2:40,91        | Takayuki Suzuki JPN | 2:41,11        |

### 200 Meter Lagen
| Klasse | Datum            | Goldmedaille           | Goldmedaille | Silbermedaille               | Silbermedaille | Bronzemedaille        | Bronzemedaille |
| Klasse | Datum            | Name, Land             | Zeit (min)   | Name, Land                   | Zeit (min)     | Name, Land            | Zeit (min)     |
| ------ | ---------------- | ---------------------- | ------------ | ---------------------------- | -------------- | --------------------- | -------------- |
| SM5    | 11.09.2008 17:24 | Daniel Dias BRA        | 2:52,60      | He Junquan CHN               | 3:00,92        | Pablo Cimadevila ESP  | 3:01,58        |
| SM6    | 07.09.2008 18:39 | Sascha Kindred GBR     | 2:42,19      | Yang Yuanrun CHN             | 2:43,85        | Qing Xu CHN           | 2:48,45        |
| SM7    | 07.09.2008 19:10 | Rudy Garcia-Tolson USA | 2:35,92      | Tian Rong CHN                | 2:46,20        | Matt Walker GBR       | 2:50,10        |
| SM8    | 11.09.2008 17:48 | Peter Leek AUS         | 2:20,92      | Wang Jiachao CHN             | 2:29,71        | Sam Hynd GBR          | 2:29,93        |
| SM9    | 11.09.2008 18:19 | Matthew Cowdrey AUS    | 2:13,60      | Andriy Kalyna UKR            | 2:17,21        | Cody Bureau USA       | 2:20,21        |
| SM10   | 11.09.2008 19:25 | Rick Pendleton AUS     | 2:12,78      | Andre Brasil BRA             | 2:14,20        | Benoit Huot CAN       | 2:15,22        |
| SM12   | 10.09.2008 18:32 | Maksym Weraksa UKR     | 2:12,71      | Alexander Nevolin-Svetov RUS | 2:13,86        | Sergii Klippert UKR   | 2:14,05        |
| SM13   | 12.09.2008 19:38 | Oleksij Fedyna UKR     | 2:13,84      | Charalampos Taiganidis GRE   | 2:16,95        | Dmytro Aleksyeyev UKR | 2:17,13        |

### 4 × 50 Meter Freistil Staffel
| Klasse    | Datum            | Goldmedaille                                                                              | Goldmedaille | Silbermedaille                                                                                | Silbermedaille | Bronzemedaille                                                                      | Bronzemedaille |
| Klasse    | Datum            | Land, Namen, Klasse                                                                       | Zeit (min)   | Land, Namen, Klasse                                                                           | Zeit (min)     | Land, Namen, Klasse                                                                 | Zeit (min)     |
| --------- | ---------------- | ----------------------------------------------------------------------------------------- | ------------ | --------------------------------------------------------------------------------------------- | -------------- | ----------------------------------------------------------------------------------- | -------------- |
| 20 Punkte | 11.09.2008 19:55 | Volksrepublik China - Du Jianping, S3 - Tang Yuan, S6 - He Junguan, S5 - Yang Yuanrun, S6 | 2:18,15      | Spanien - Richard Oribe, S4 - Daniel Vidal, S6 - Jordi Gordillo, S5 - Sebastián Rodríguez, S5 | 2:18,73        | Brasilien - Clodoaldo Silva, S5 - Joon Seo, S4 - Daniel Dias, S5 - Adriano Lima, S6 | 2:30,17        |

### 4 × 100 Meter Freistil Staffel
| Klasse    | Datum            | Goldmedaille                                                                                              | Goldmedaille | Silbermedaille                                                                       | Silbermedaille | Bronzemedaille                                                                             | Bronzemedaille |
| Klasse    | Datum            | Land, Namen, Klasse                                                                                       | Zeit (min)   | Land, Namen, Klasse                                                                  | Zeit (min)     | Land, Namen, Klasse                                                                        | Zeit (min)     |
| --------- | ---------------- | --- | ------------ | ------------------------------------------------------------------------------------ | -------------- | ------------------------------------------------------------------------------------------ | -------------- |
| 34 Punkte | 10.09.2008 19:07 | Vereinigtes Königreich - Matt Walker, S7 - Graham Edmunds, S10 - David Roberts, S7 - Robert Welbourn, S10 | 3:51,43      | Australien - Ben Austin, S8 - Peter Leek, S8 - Sam Bramham, S9 - Matthew Cowdrey, S9 | 3:53,59        | Volksrepublik China - Xiong Xiaoming, S9 - Wei Yanpeng, S8 - Wang Xiaofu, S8 - Guo Zhi, S9 | 3:53,92        |

### 4 × 50 Meter Lagen Staffel
| Klasse    | Datum            | Goldmedaille                                                                            | Goldmedaille | Silbermedaille                                                                                 | Silbermedaille | Bronzemedaille                                                                                 | Bronzemedaille |
| Klasse    | Datum            | Land, Namen, Klasse                                                                     | Zeit (min)   | Land, Namen, Klasse                                                                            | Zeit (min)     | Land, Namen, Klasse                                                                            | Zeit (min)     |
| --------- | ---------------- | --------------------------------------------------------------------------------------- | ------------ | ---------------------------------------------------------------------------------------------- | -------------- | ---------------------------------------------------------------------------------------------- | -------------- |
| 20 Punkte | 15.09.2008 20:27 | Volksrepublik China - Du Jianping, S3 - Tang Yuan, SB5 - Qing Xu, S6 - Yang Yuanrun, S6 | 2:33,15      | Brasilien - Daniel Dias, S5 - Ivanildo Vasconcelos, SB4 - Luis Silva, S6 - Clodoaldo Silva, S5 | 2:39,31        | Spanien - Pablo Cimadevila, S6 - Vicente Gil, SB3 - Daniel Vidal, S6 - Sebastián Rodríguez, S5 | 2:40,38        |

### 4 × 100 Meter Lagen Staffel
| Klasse    | Datum            | Goldmedaille                                                                             | Goldmedaille | Silbermedaille                                                                          | Silbermedaille | Bronzemedaille                                                                                           | Bronzemedaille |
| Klasse    | Datum            | Land, Namen, Klasse                                                                      | Zeit (min)   | Land, Namen, Klasse                                                                     | Zeit (min)     | Land, Namen, Klasse                                                                                      | Zeit (min)     |
| --------- | ---------------- | ---------------------------------------------------------------------------------------- | ------------ | --------------------------------------------------------------------------------------- | -------------- | --- | -------------- |
| 34 Punkte | 15.09.2008 20:01 | Australien - Matthew Cowdrey, S9 - Rick Pendleton, SB9 - Peter Leek, S8 - Ben Austin, S8 | 4:11,90      | Volksrepublik China - Guo Zhi, S9 - Lin Furong, SB9 - Wei Yanpeng, S8 - Wang Xiaofu, S8 | 4:12,67        | Ukraine - Ievgen Poltavskyi, S8 - Andriy Kalyna, SB8 - Andriy Sirovatchenko, S9 - Taras Yastrems'kyy, S9 | 4:19,89        |

## Frauen

### 50 Meter Freistil
| Klasse | Datum            | Goldmedaille                | Goldmedaille | Silbermedaille           | Silbermedaille | Bronzemedaille        | Bronzemedaille |
| Klasse | Datum            | Name, Land                  | Zeit (min)   | Name, Land               | Zeit (min)     | Name, Land            | Zeit (min)     |
| ------ | ---------------- | --------------------------- | ------------ | ------------------------ | -------------- | --------------------- | -------------- |
| S3     | 13.09.2008 19:26 | Patricia Valle MEX          | 0:57,05      | Yip Pin Xiu SIN          | 0:57,43        | Fran Williamson GBR   | 1:04,22        |
| S4     | 15.09.2008 18:38 | Nely Miranda MEX            | 0:46,27      | Cheryl Angelelli USA     | 0:52,81        | Edenia Garcia BRA     | 0:53,28        |
| S5     | 15.09.2008 19:04 | Maria Teresa Perales ESP    | 0:35,88      | Bela Hlavackova CZE      | 0:37,12        | Olena Akopyan UKR     | 0:37,53        |
| S6     | 15.09.2008 19:30 | Mirjam de Koning-Peper NED  | 0:35,60      | Doramitzi González MEX   | 0:36,52        | Natalie Jones GBR     | 0:37,21        |
| S7     | 14.09.2008 19:12 | Cortney Jordan USA          | 0:33,84      | Erin Popovich USA        | 0:33,92        | Kirsten Bruhn GER     | 0:34,50        |
| S8     | 14.09.2008 19:38 | Cecilie Drabsch Norland NOR | 0:32,09      | Amanda Everlove USA      | 0:32,20        | Jacqueline Freney AUS | 0:32,37        |
| S9     | 14.09.2008 20:04 | Natalie du Toit RSA         | 0:29,20      | Irina Grazhdanova RUS    | 0:29,33        | Louise Watkin GBR     | 0:29,80        |
| S10    | 14.09.2008 20:30 | Anne Polinario CAN          | 0:28,51      | Katarzyna Pawlik POL     | 0:28,92        | Katrina Lewis AUS     | 0:29,13        |
| S11    | 14.09.2008 17:05 | Maria Poiani Panigati ITA   | 0:31,39      | Cecilia Camellini ITA    | 0:31,95        | Fabiana Sugimori BRA  | 0:32,45        |
| S12    | 14.09.2008 17:15 | Oxana Sawtschenko RUS       | 0:27,07      | Anna Efimenko RUS        | 0:27,82        | Deborah Font ESP      | 0:28,23        |
| S13    | 15.09.2008 19:56 | Kelley Becherer USA         | 0:27,85      | Valérie Grand’Maison CAN | 0:27,88        | Iryna Balashova UKR   | 0:28,04        |

### 100 Meter Freistil
| Klasse | Datum            | Goldmedaille             | Goldmedaille | Silbermedaille             | Silbermedaille | Bronzemedaille         | Bronzemedaille |
| Klasse | Datum            | Name, Land               | Zeit (min)   | Name, Land                 | Zeit (min)     | Name, Land             | Zeit (min)     |
| ------ | ---------------- | ------------------------ | ------------ | -------------------------- | -------------- | ---------------------- | -------------- |
| S4     | 07.09.2008 17:48 | Nely Miranda MEX         | 1:44,11      | Cheryl Angelelli USA       | 1:50,25        | Aimee Bruder USA       | 1:55,33        |
| S5     | 07.09.2008 18:17 | Maria Teresa Perales ESP | 1:16,65      | Inbal Pezaro ISR           | 1:21,57        | Bela Hlavackova CZE    | 1:22,20        |
| S6     | 08.09.2008 17:15 | Eleanor Simmonds GBR     | 1:18,75      | Mirjam de Koning-Peper NED | 1:19,29        | Doramitzi González MEX | 1:19,36        |
| S7     | 08.09.2008 18:15 | Erin Popovich USA        | 1:11,82      | Cortney Jordan USA         | 1:12,09        | Kirsten Bruhn GER      | 1:12,93        |
| S8     | 08.09.2008 20:01 | Jessica Long USA         | 1:06,91      | Heather Frederiksen GBR    | 1:08,48        | Jacqueline Freney AUS  | 1:08,56        |
| S9     | 08.09.2008 20:27 | Natalie du Toit RSA      | 1:01,44      | Louise Watkin GBR          | 1:03,85        | Stephanie Dixon CAN    | 1:03,89        |
| S10    | 09.09.2008 17:39 | Ashley Owens USA         | 1:01,57      | Katarzyna Pawlik POL       | 1:01,59        | Anna Eames USA         | 1:01,91        |
| S11    | 12.09.2008 17:27 | Xie Qing CHN             | 1:08,96      | Cecilia Camellini ITA      | 1:09,65        | Daniela Schulte GER    | 1:11,08        |
| S12    | 12.09.2008 17:53 | Oxana Sawtschenko RUS    | 0:59,47      | Anna Efimenko RUS          | 1:01,24        | Joanna Mendak POL      | 1:01,57        |
| S13    | 10.09.2008 17:16 | Valérie Grand’Maison CAN | 0:58,87      | Chelsey Gotell CAN         | 1:00,26        | Kelley Becherer USA    | 1:00,46        |

### 200 Meter Freistil
| Klasse | Datum            | Goldmedaille             | Goldmedaille | Silbermedaille   | Silbermedaille | Bronzemedaille    | Bronzemedaille |
| Klasse | Datum            | Name, Land               | Zeit (min)   | Name, Land       | Zeit (min)     | Name, Land        | Zeit (min)     |
| ------ | ---------------- | ------------------------ | ------------ | ---------------- | -------------- | ----------------- | -------------- |
| S5     | 09.09.2008 19:13 | Maria Teresa Perales ESP | 2:47,47      | Inbal Pezaro ISR | 2:49,51        | Olena Akopyan UKR | 2:52,51        |

### 400 Meter Freistil
| Klasse | Datum            | Goldmedaille             | Goldmedaille | Silbermedaille             | Silbermedaille | Bronzemedaille        | Bronzemedaille |
| Klasse | Datum            | Name, Land               | Zeit (min)   | Name, Land                 | Zeit (min)     | Name, Land            | Zeit (min)     |
| ------ | ---------------- | ------------------------ | ------------ | -------------------------- | -------------- | --------------------- | -------------- |
| S6     | 14.09.2008 18:16 | Eleanor Simmonds GBR     | 5:41,34      | Mirjam de Koning-Peper NED | 5:43,76        | Maria Götze GER       | 5:49,70        |
| S7     | 11.09.2008 17:09 | Erin Popovich USA        | 5:17,41      | Cortney Jordan USA         | 5:21,01        | Kirsten Bruhn GER     | 5:28,22        |
| S8     | 12.09.2008 17:10 | Jessica Long USA         | 4:50,17      | Heather Frederiksen GBR    | 4:54,49        | Jacqueline Freney AUS | 4:57,21        |
| S9     | 12.09.2008 20:17 | Natalie du Toit RSA      | 4:23,81      | Stephanie Dixon CAN        | 4:39,73        | Ellie Cole AUS        | 4:44,60        |
| S10    | 15.09.2008 17:47 | Katarzyna Pawlik POL     | 4:33,15      | Ashley Owens USA           | 4:38,11        | Susan Beth Scott USA  | 4:39,44        |
| S13    | 08.09.2008 17:45 | Valérie Grand’Maison CAN | 4:28,64      | Anna Efimenko RUS          | 4:37,37        | Chelsey Gotell CAN    | 4:37,50        |
| S13    | 08.09.2008 17:45 | Valérie Grand’Maison CAN | 4:28,64      | Anna Efimenko RUS          | 4:37,37        | Kelley Becherer USA   | 4:37,50        |

### 100 Meter Brust
| Klasse | Datum            | Goldmedaille             | Goldmedaille | Silbermedaille      | Silbermedaille | Bronzemedaille           | Bronzemedaille |
| Klasse | Datum            | Name, Land               | Zeit (min)   | Name, Land          | Zeit (min)     | Name, Land               | Zeit (min)     |
| ------ | ---------------- | ------------------------ | ------------ | ------------------- | -------------- | ------------------------ | -------------- |
| SB4    | 12.09.2008 18:20 | Bela Hlavackova CZE      | 1:55,55      | Inbal Pezaro ISR    | 1:57,75        | Maria Teresa Perales ESP | 2:01,25        |
| SB5    | 12.09.2008 18:48 | Kirsten Bruhn GER        | 1:36,92      | Rachel Lardiere FRA | 1:52,34        | Gitta Raczko HUN         | 1:54,49        |
| SB6    | 12.09.2008 19:16 | Elizabeth Johnson GBR    | 1:41,87      | Sarah Bowen AUS     | 1:42,39        | Deborah Gruen USA        | 1:44,00        |
| SB7    | 09.09.2008 19:43 | Erin Popovich USA        | 1:31,60      | Huang Min CHN       | 1:35,51        | Jessica Long USA         | 1:38,60        |
| SB8    | 09.09.2008 20:11 | Olesya Vladykina RUS     | 1:20,58      | Paulina Wozniak POL | 1:23,90        | Claire Cashmore GBR      | 1:25,60        |
| SB9    | 10.09.2008 17:05 | Sophie Pascoe NZL        | 1:22,58      | Sarai Gascón ESP    | 1:24,51        | Louise Watkin GBR        | 1:26,10        |
| SB12   | 08.09.2008 19:34 | Karolina Pelendritou CYP | 1:17,58      | Sandra Gomez ESP    | 1:18,06        | Yaryna Matlo UKR         | 1:19,53        |

### 50 Meter Rücken
| Klasse | Datum            | Goldmedaille           | Goldmedaille | Silbermedaille           | Silbermedaille | Bronzemedaille       | Bronzemedaille |
| Klasse | Datum            | Name, Land             | Zeit (min)   | Name, Land               | Zeit (min)     | Name, Land           | Zeit (min)     |
| ------ | ---------------- | ---------------------- | ------------ | ------------------------ | -------------- | -------------------- | -------------- |
| S2     | 15.09.2008 17:11 | Ganna Ielisavetska UKR | 1:13,64      | Iryna Sotska UKR         | 1:15,53        | Sara Carracelas ESP  | 1:16,33        |
| S3     | 15.09.2008 18:12 | Yip Pin Xiu SIN        | 0:58,75      | Fran Williamson GBR      | 1:06,07        | Xia Jiangbo CHN      | 1:07,97        |
| S5     | 08.09.2008 19:02 | Bela Hlavackova CZE    | 0:41,03      | Maria Teresa Perales ESP | 0:44,58        | Karina Lauridsen DEN | 0:45,72        |

### 100 Meter Rücken
| Klasse | Datum            | Goldmedaille               | Goldmedaille | Silbermedaille           | Silbermedaille | Bronzemedaille                    | Bronzemedaille |
| Klasse | Datum            | Name, Land                 | Zeit (min)   | Name, Land               | Zeit (min)     | Name, Land                        | Zeit (min)     |
| ------ | ---------------- | -------------------------- | ------------ | ------------------------ | -------------- | --------------------------------- | -------------- |
| S6     | 09.09.2008 17:12 | Mirjam de Koning-Peper NED | 1:28,34      | Nyree Lewis GBR          | 1:29,35        | Jiang Fuying CHN                  | 1:30,53        |
| S7     | 10.09.2008 17:43 | Katrina Porter AUS         | 1:24,30      | Kirsten Bruhn GER        | 1:25,97        | Chantal Boonacker NED             | 1:26,30        |
| S8     | 10.09.2008 18:10 | Heather Frederiksen GBR    | 1:16,74      | Jessica Long USA         | 1:19,56        | Mariann Vestbøstad Marthinsen NOR | 1:20,86        |
| S9     | 13.09.2008 18:08 | Stephanie Dixon CAN        | 1:09,30      | Elizabeth Stone USA      | 1:11,16        | Ellie Cole AUS                    | 1:11,87        |
| S10    | 13.09.2008 18:34 | Sophie Pascoe NZL          | 1:10,57      |                          |                | Esther Morales ESP                | 1:13,77        |
| S10    | 13.09.2008 18:34 | Shireen Sapiro RSA         | 1:10,57      |                          |                | Esther Morales ESP                | 1:13,77        |
| S13    | 14.09.2008 18:46 | Chelsey Gotell CAN         | 1:09,09      | Valérie Grand’Maison CAN | 1:10,42        | Anna Efimenko RUS                 | 1:10,99        |

### 50 Meter Schmetterling
| Klasse | Datum            | Goldmedaille     | Goldmedaille | Silbermedaille            | Silbermedaille | Bronzemedaille       | Bronzemedaille |
| Klasse | Datum            | Name, Land       | Zeit (min)   | Name, Land                | Zeit (min)     | Name, Land           | Zeit (min)     |
| ------ | ---------------- | ---------------- | ------------ | ------------------------- | -------------- | -------------------- | -------------- |
| S6     | 13.09.2008 17:16 | Jiang Fuying CHN | 0:38,44      | Anastassija Diodorowa RUS | 0:39,93        | Olena Akopyan UKR    | 0:40,72        |
| S7     | 13.09.2008 17:42 | Huang Min CHN    | 0:34,47      | Erin Popovich USA         | 0:37,87        | Veronica Almeida BRA | 0:38,49        |

### 100 Meter Schmetterling
| Klasse | Datum            | Goldmedaille             | Goldmedaille | Silbermedaille            | Silbermedaille | Bronzemedaille         | Bronzemedaille |
| Klasse | Datum            | Name, Land               | Zeit (min)   | Name, Land                | Zeit (min)     | Name, Land             | Zeit (min)     |
| ------ | ---------------- | ------------------------ | ------------ | ------------------------- | -------------- | ---------------------- | -------------- |
| S8     | 07.09.2008 19:47 | Jessica Long USA         | 1:11,96      | Amanda Everlove USA       | 1:12,16        | Jin Xiaoqin CHN        | 1:15,32        |
| S9     | 07.09.2008 20:14 | Natalie du Toit RSA      | 1:06,74      | Ellie Cole AUS            | 1:10,92        | Annabelle Williams AUS | 1:10,98        |
| S10    | 08.09.2008 17:05 | Anna Eames USA           | 1:09,44      | Sophie Pascoe NZL         | 1:10,53        | Wang Shuai CHN         | 1:11,27        |
| S12    | 09.09.2008 18:10 | Joanna Mendak POL        | 1:03,34      | Ana García-Arcicollar ESP | 1:08,86        | Yuliya Volkova UKR     | 1:10,89        |
| S13    | 07.09.2008 17:14 | Valérie Grand’Maison CAN | 1:06,49      | Kirby Cote CAN            | 1:06,62        | Chelsey Gotell CAN     | 1:06,93        |

### 150 Meter Lagen
| Klasse | Datum            | Goldmedaille         | Goldmedaille | Silbermedaille      | Silbermedaille | Bronzemedaille     | Bronzemedaille |
| Klasse | Datum            | Name, Land           | Zeit (min)   | Name, Land          | Zeit (min)     | Name, Land         | Zeit (min)     |
| ------ | ---------------- | -------------------- | ------------ | ------------------- | -------------- | ------------------ | -------------- |
| SM4    | 14.09.2008 17:43 | Karina Lauridsen DEN | 2:47,84      | Marayke Jonkers AUS | 3:28,88        | Patricia Valle MEX | 3:29,36        |

### 200 Meter Lagen
| Klasse | Datum            | Goldmedaille          | Goldmedaille | Silbermedaille      | Silbermedaille | Bronzemedaille           | Bronzemedaille |
| Klasse | Datum            | Name, Land            | Zeit (min)   | Name, Land          | Zeit (min)     | Name, Land               | Zeit (min)     |
| ------ | ---------------- | --------------------- | ------------ | ------------------- | -------------- | ------------------------ | -------------- |
| SM6    | 07.09.2008 18:46 | Miranda Uhl USA       | 3:13,05      | Maria Götze GER     | 3:14,59        | Natalie Jones GBR        | 3:15,20        |
| SM7    | 07.09.2008 19:17 | Erin Popovich USA     | 2:54,61      | Huang Min CHN       | 3:00,65        | Cortney Jordan USA       | 3:07,96        |
| SM8    | 11.09.2008 17:55 | Jessica Long USA      | 2:41,85      | Amanda Everlove USA | 2:50,51        | Heather Frederiksen GBR  | 2:53,15        |
| SM9    | 11.09.2008 18:26 | Natalie du Toit RSA   | 2:27,83      | Stephanie Dixon CAN | 2:37,54        | Louise Watkin GBR        | 2:40,31        |
| SM10   | 11.09.2008 19:32 | Sophie Pascoe NZL     | 2:35,21      | Elodie Lorandi FRA  | 2:39,28        | Katarzyna Pawlik POL     | 2:40,41        |
| SM12   | 10.09.2008 18:39 | Oxana Sawtschenko RUS | 2:30,55      | Joanna Mendak POL   | 2:32,65        | Karolina Pelendritou CYP | 2:35,30        |
| SM13   | 12.09.2008 19:45 | Chelsey Gotell CAN    | 2:28,15      | Kirby Cote CAN      | 2:28,65        | Valérie Grand’Maison CAN | 2:29,29        |

## Medaillenspiegel
| Medaillenspiegel Schwimmen |                        |                              |                           |                           |        |
| Platz                      | Land                   | Goldmedaille – Olympiasieger | Silbermedaille – 2. Platz | Bronzemedaille – 3. Platz | Gesamt |
| 1                          | Vereinigte Staaten     | 17                           | 14                        | 13                        | 44     |
| 2                          | Volksrepublik China    | 13                           | 22                        | 17                        | 52     |
| 3                          | Ukraine                | 13                           | 10                        | 20                        | 43     |
| 4                          | Vereinigtes Königreich | 11                           | 12                        | 18                        | 41     |
| 5                          | Russland               | 11                           | 9                         | 7                         | 27     |
| 6                          | Spanien                | 10                           | 12                        | 9                         | 31     |
| 7                          | Australien             | 9                            | 11                        | 9                         | 29     |
| 8                          | Brasilien              | 8                            | 7                         | 4                         | 19     |
| 9                          | Südafrika              | 8                            | -                         | 1                         | 9      |
| 10                         | Kanada                 | 7                            | 7                         | 9                         | 23     |
| 11                         | Mexiko                 | 5                            | 1                         | 2                         | 8      |
| 12                         | Griechenland           | 4                            | 5                         | 3                         | 12     |
| 13                         | Neuseeland             | 4                            | 2                         | -                         | 6      |
| 14                         | Belarus                | 3                            | 2                         | 1                         | 6      |
| 15                         | Polen                  | 2                            | 5                         | 3                         | 10     |
| 16                         | Frankreich             | 2                            | 4                         | -                         | 6      |
| 17                         | Niederlande            | 2                            | 2                         | 2                         | 6      |
| 18                         | Tschechien             | 2                            | 1                         | 4                         | 7      |
| 19                         | Schweden               | 2                            | -                         | 1                         | 3      |
| 20                         | Deutschland            | 1                            | 3                         | 5                         | 9      |
| 21                         | Japan                  | 1                            | 2                         | 2                         | 5      |
| 22                         | Italien                | 1                            | 2                         | -                         | 3      |
| 23                         | Singapur               | 1                            | 1                         | -                         | 2      |
| 24                         | Ungarn                 | 1                            | -                         | 4                         | 5      |
| 25                         | Zypern                 | 1                            | -                         | 1                         | 2      |
| 25                         | Dänemark               | 1                            | -                         | 1                         | 2      |
| 25                         | Norwegen               | 1                            | -                         | 1                         | 2      |
| 28                         | Israel                 | -                            | 3                         | -                         | 3      |
| 29                         | Südkorea               | -                            | 1                         | 1                         | 2      |
| 30                         | Irland                 | -                            | 1                         | -                         | 1      |
| 31                         | Argentinien            | -                            | -                         | 1                         | 1      |
| 31                         | Kolumbien              | -                            | -                         | 1                         | 1      |
| 31                         | Estland                | -                            | -                         | 1                         | 1      |
| 31                         | Portugal               | -                            | -                         | 1                         | 1      |
| Total                      | Total                  | 141                          | 139                       | 142                       | 422    |